# (10001) Palermo
(10001) Palermo (1969 TM1) – planetoida z pasa głównego asteroid okrążająca Słońce w ciągu 3 lat i 244 dni w średniej odległości 2,38 j.a. Została odkryta 8 października 1969 roku w Krymskim Obserwatorium Astrofizycznym w Naucznym na Półwyspie Krymskim przez Ludmiłę Czernych. Nazwa planetoidy pochodzi od Palermo Observatory, gdzie 1 stycznia 1801 roku Giuseppe Piazzi odkrył planetoidę (1) Ceres. Nazwa została nadana w styczniu 2001 roku w dwusetną rocznicę odkrycia Ceres.